# Фрайкор (добровольчий підрозділ)
Фрайкор — український добровольчий підрозділ, незалежне формування яке веде свою історію з 2017 року. Підрозділ найбільше відзначився під час боїв за Харків 2022 року.

## Історія

### Війна на сході України
Фрайкор як військово-патріотичну організацію заснував колишній член Національного Корпусу Георгій Тарасенко. 
З 2017 року розпочався шлях підрозділу "Фрайкор". Організація виникла 21 травня 2017 року, і з самого початку було зрозуміло, що у невеликому колективі об'єднані бажанням брати участь у бойових діях. Тоді друг "Сірко" з Добровольчого українського корпусу надав їм підтримку, зв'язавши їх з бійцями 57-ї бригади. Ці бійці в той час прагнули продовжити наступ і потребували додаткового чисельного складу. Таким чином, вони шукали добровольців для зміцнення своїх позицій. Командир ВОПу, до якого вони приїхали у 2017 році став командиром взводу в їхньому підрозділі. Вони познайомилися, коли група з семи чоловік заїхала на позиції в районі Донецька.
Кожного разу, коли підрозділ приїжджав на позиції, їхній колектив намагався просуватися вперед, доки це було можливо, вибиваючи "сіру зону" і зміцнюючи лінію фронту. Початково в 2017 році разом із 57-ю бригадою вони здійснили просування на приблизно один кілометр вперед, але з часом відстані стали меншими. У 2017 році відстань до позицій противника складала 2-2,5 кілометри, і зусиллями їхнього підрозділу вони змогли її скоротити до 500-700 метрів.
З 2017-го підрозділ встиг повоювати в районі селища Піски під Донецьком, взяти участь в бойових діях в районі села Павлопіль під Маріуполем. У 2018 році Фрайкор намагався зайняти позиції в районі Авдіївки, але тоді вже почалася ООС.
|  | В той час якраз відбувся перший гучний скандал з вигнанням добровольців з лінії фронту, виникло питання з ДУКом, УДА. Ми також потрапили "під удар". Тому нам не вдалося довго повоювати під Авдіївкою. |

### Повномасштабне російське вторгнення в Україну

#### Бої за Харків
З початком повномасштабного Російського вторгнення в Україну підрозділ прийняв бій в місті Харків. 27 лютого разом з іншими підрозділами збройних сил України підрозділ вибив ВС РФ з приміщення школи № 134.
|  | Наше завдання, узгоджене з командуванням оборони міста, полягало у звільненні дороги по вулиці Шевченка. Це - одна з основних доріг на Північну Салтівку. І тоді очікувалося, що має початися потужний штурм зі сторони Салтівки. Тому росіяни, зайнявши школу, перекривали один з основних шляхопроводів. Відповідно, важче доставляти підмогу, важче робити маневр, важче відступати, важче евакуйовувати поранених і так далі. |

Після вибиття ЗС РФ з міста Харків підрозділ брав участь в боях за Малу Рогань, села Сороківка, Перемога і Веселе.

#### Слобожанський контрнаступ
Підрозділ взяв участь у контрнаступі українських сил на Харківщині.
Наступ для Фрайкору розпочався з боїв за Балаклію. Місто було оточене річкою, і багато переправ було зруйновано. Підрозділ заходив з західної частини міста, закріпилися на річці Балаклійка, взяли під контроль одну з небагатьох переправ через річку і проклали шлях для важкої техніки. На наступний день, під час зачистки та створення плацдарму на протилежному березі, завели по цьому шляху основні сили дружнього підрозділу, включаючи важку техніку, і продовжили зачистку міста. У подальшому фрайкорівці продовжили наступ в сторону Куп'янська і до кордону в напрямку Вовчанська. Фрайкор зачищав Вовчанськ після відступу росіян.

## Громадянська діяльність
У червні 2019 року представники організації разом з учасниками об'єднань «Традиція і порядок», «Правий сектор», «Нацкорпус» під час з'їзду партії «Довіряй справам» влаштували маніфестацію, після цього попрямували до погруддя маршала Жукова, скинули його з постаменту та повісили прапор України.
У березні 2021 року представники організації провели у гімназії №43 урок патріотичного виховання.

## Командування
- Тарасенко Георгій Олександрович (13 липня 2017 року - 25 березня 2022)[3]